# Louis Boutet de Monvel

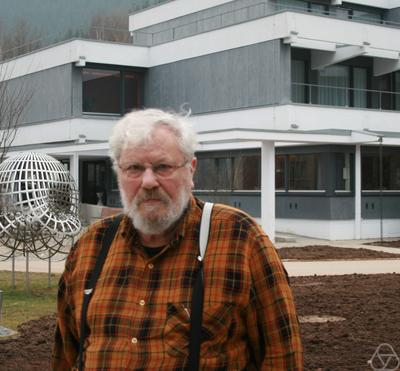
Louis Boutet de Monvel

Louis Boutet de Monvel (* 22. Juni 1941; † 25. Dezember 2014) war ein französischer Mathematiker, der sich mit Funktionalanalysis und Mikrolokaler Analysis mit Anwendungen auf partielle Differentialgleichungen und die mathematische Physik beschäftigte.
Boutet de Monvel studierte ab 1960 an der École normale supérieure (ENS) und promovierte 1969 bei Laurent Schwartz in Paris. 1967 bis 1969 unterrichtete er in Algier und 1969 bis 1971 war er Professor an der Universität Nizza, 1971 bis 1975 an der Universität Paris VII und 1975 bis 1979 an der Universität Grenoble. Danach war er Professor an der Universität Paris VI Pierre und Marie Curie und leitete 1978 bis 1985 das Centre de mathématiques der ENS.
Boutet de Monvel entwickelte eine Algebra von Pseudodifferentialoperatoren in Randwertproblemen beziehungsweise auf Mannigfaltigkeiten mit Rändern. Er befasste sich auch mit Toeplitz-Operatoren, die einen symbolischen Kalkül (ein Spezialfall der C*-Algebra) ähnlich dem von Pseudodifferentialoperatoren besitzen. Sie werden in der Deformierungsquantisierung angewandt, was ebenfalls von Monvel untersucht wurde (er schrieb darüber das Buch „Toeplitz operators and deformation algebras“). Er befasste sich auch mit Bergman-Kernen in der komplexen Analysis (Zusammenarbeit mit Johannes Sjöstrand).
2007 erhielt er die Émile-Picard-Medaille der französischen Akademie der Wissenschaften und 2003 deren Prix fondé par l’État. 1970 war er Invited Speaker auf dem Internationalen Mathematikerkongress in Nizza (Une algèbre associées aux problèmes aux limites elliptiques). 2012 wurde er in die American Academy of Arts and Sciences gewählt.
1971 bis 1991 war er Mitglied von Nicolas Bourbaki. 1979–1983 war er Mit-Herausgeber der Mathematischen Annalen.
Zu seinen Doktoranden gehören Philibert Nang und Gilles Lebeau.

## Schriften
- mit Paul Krée: Pseudo-differential operators and Gevrey classes. In: Annales de l'Institut Fourier. Band 17, Nr. 1, 1967, S. 295–323, (online).
- Hypoelliptic operators with double characteristics and related pseudo-differential operators. In: Communications on Pure and Applied Mathematics. Band 27, Nr. 5, 1974, S. 585–639, doi:10.1002/cpa.3160270502.
- mit François Treves: On a Class of Pseudodifferential Operators with Double Characteristics. In: Inventiones Mathematicae. Band 24, Nr. 1, 1974, S. 1–34.
- mit Alain Grigis, Bernard Helffer: Paramétrixes d'opérateurs pseudo-différentiels a caractéristiques multiples. In: Journées Équations aux Dérivées Partielles. 1975 = Astérisque. Band 34/35, 1976, S. 93–121, (online).
- mit Johannes Sjöstrand: Sur la singularité des noyaux de Bergman et de Szegö. In: Journées Équations aux Dérivées Partielles. 1975 = Astérisque. Band 34/35, 1976, S. 123–164, (online).
- mit Victor Guillemin: The spectral theory of Toeplitz Operators (= Annals of Mathematics Studies. 99). Princeton University Press u. a., Princeton NJ u. a. 1981, ISBN 0-691-08284-7.
- Selected Works, Hrsg. Johannes Sjöstrand, Victor Guillemin, Birkhäuser 2017

## Verweise
1. ↑  Boutet de Monvel: Boundary problems for pseudodifferential operators. In: Acta Mathematica. Band 126, 1971, S. 11–51, doi:10.1007/BF02392024.
2. ↑  Sie lassen sich mit Hilfe von Toeplitz-Matrizen, bei denen die Matrixelemente in jeder Diagonale gleich sind, definieren.
3. ↑  1978 von Moshé Flato, Sternheimer, Fronsdal und André Lichnerowicz eingeführt in Analogie der Korrespondenz von Poisson-Klammern zu Kommutatoren beim Übergang von klassischer Mechanik zu Quantenmechanik durch Paul Dirac

| Personendaten    | Personendaten              |
| ---------------- | -------------------------- |
| NAME             | Boutet de Monvel, Louis    |
| KURZBESCHREIBUNG | französischer Mathematiker |
| GEBURTSDATUM     | 22. Juni 1941              |
| STERBEDATUM      | 25. Dezember 2014          |